# Aphaenopsis arenostorffianus
Aphaenopsis arenostorffianus is een keversoort uit de familie loopkevers (Carabidae). De wetenschappelijke naam van de soort is voor het eerst geldig gepubliceerd in 1913 door Absolon.